# Hongkong az 1952. évi nyári olimpiai játékokon
Hongkong a finnországi Helsinkiben megrendezett 1952. évi nyári olimpiai játékok egyik részt vevő nemzete volt. Az országot az olimpián 1 sportágban 4 sportoló képviselte, akik érmet nem szereztek. Hongkong először vett részt az olimpiai játékokon.

## Úszás
Férfi
| Versenyző                     | Versenyszám  | Előfutam | Előfutam | Előfutam | Elődöntő | Elődöntő | Elődöntő | Döntő   | Döntő    |
| Versenyző                     | Versenyszám  | Idő      | Hely.    | Össz.    | Idő      | Hely.    | Össz.    | Idő     | Helyezés |
| ----------------------------- | ------------ | -------- | -------- | -------- | -------- | -------- | -------- | ------- | -------- |
| Cőng Kón-man (Cheung Kin Man) | 100 m gyors  | 1:00,3   | 5.       | 23.      | 1:00,9   | 8.       | 23.      | kiesett | kiesett  |
| Cőng Kón-man (Cheung Kin Man) | 400 m gyors  | 5:11,4   | 6.       | 40.      | kiesett  | kiesett  | kiesett  | kiesett | kiesett  |
| Cőng Kón-man (Cheung Kin Man) | 1500 m gyors | 20:50,2  | 6.       | 28.      |          |          |          | kiesett | kiesett  |
| Francisco Monteiro            | 1500 m gyors | 22:26,7  | 6.       | 36.      |          |          |          | kiesett | kiesett  |
| Francisco Monteiro            | 100 m gyors  | 1:03,1   | 5.       | 52.      | kiesett  | kiesett  | kiesett  | kiesett | kiesett  |
| Francisco Monteiro            | 400 m gyors  | 5:21,6   | 6.       | 47.      | kiesett  | kiesett  | kiesett  | kiesett | kiesett  |

Női
| Versenyző     | Versenyszám | Előfutam | Előfutam | Előfutam | Elődöntő | Elődöntő | Elődöntő | Döntő   | Döntő    |
| Versenyző     | Versenyszám | Idő      | Hely.    | Össz.    | Idő      | Hely.    | Össz.    | Idő     | Helyezés |
| ------------- | ----------- | -------- | -------- | -------- | -------- | -------- | -------- | ------- | -------- |
| Cynthia Eager | 100 m gyors | 1:16,8   | 7.       | 38.*     | kiesett  | kiesett  | kiesett  | kiesett | kiesett  |
| Cynthia Eager | 400 m gyors | 5:55,8   | 7.       | 32.      | kiesett  | kiesett  | kiesett  | kiesett | kiesett  |
| Irene Kwok    | 200 m mell  | 3:19,2   | 6.       | 30.      | kiesett  | kiesett  | kiesett  | kiesett | kiesett  |

* - egy másik versenyzővel azonos időt ért el